# 333035 Pelgrift
333035 Pelgrift este o planetă minoră (asteroid) din centura de asteroizi. A fost descoperită pe 31 octombrie 2007 la Mount Lemmon⁠(d) de Mount Lemmon Survey⁠(d). 
Obiectul prezintă o orbită caracterizată de o semiaxă mare de 2,6001516347771 UAi, o excentricitate de 0,097941086471135, o înclinație de 1,9211894400123 ° în raport cu ecliptica.